# しゅつどう!パジャマスク
『しゅつどう！パジャマスク』（原題：PJ Masks）はディズニージュニアで放映されるエンターテインメント・ワン (カナダ) (現：ハズブロ・エンターテインメント(アメリカ))、Frog Box (フランス)、TeamTO (フランス) 制作によるアニメシリーズ。原作はフランス人作家ロムアルド・ラチオッポ(Romuald Racioppo)による子供向け絵本シリーズLes Pyjamasques。アメリカでは、2015年9月18日からレギュラー放送開始。
日本ではディズニージュニアで2016年7月18日から放送されている。2021年7月3日からテレビ東京ほかのコンプレックス番組『イニミニマニモ』で放送されている。

## あらすじ
6歳のグレッグとコナー、アマヤは、昼間はどこにでもいる普通の小学生。だが日が沈み夜になると、恐るべき悪の手から町を守るため立ち上がる勇敢なヒーロー、パジャマスクに！グレッグはヤモリのゲッコーに変身。コナーは猫のキャットボーイに変身し、キャット・カーを乗りこなす。アマヤが変身するのはフクロウのアウレット。3人は事件の夜に出動し、ロミオやルナ・ガールの悪巧みを止めるべく、力を合わせて立ち向かっていく。（公式サイトより）

## 登場人物

### パジャマスク
- コナー / キャットボーイ（Connor / Catboy）

声 - 矢尾幸子 / （英）ヤコブ・イワニク
本作の主人公。メンバー最年長でスピードに優れ、鋭い聴覚を持つブルーのパジャマスク・キャットボーイの変身者。チームのリーダーで卑劣なことを嫌う正義感の持ち主だが、水恐怖症。
- アマヤ / アウレット（Amaya / Owlette）

声 - 平井祥恵 / （英）アディソン・ホリー
本作のヒロイン。メンバー紅一点で飛行能力に優れ、アウル・アイを持ち、危険を事前に察知できるレッドのパジャマスク・アウレットの変身者。かなりの負けず嫌いだが、前向きな性格と飛行能力で、空中での困難な状況から仲間を救う。owl（アウル/オウル）は英語でフクロウの意味。
- グレッグ / ゲッコー（Greg / Gecko）

声 - 花園愛美 / （英）カイル・ハリソン・ブライトコフ
メンバー最年少で怪力を持ち粘着性がある、カモフラージュの達人であるグリーンのパジャマスク・ゲッコーの変身者。自分に自信がなくシャイだが、怪力とトカゲの能力で活躍する。ゲッコーは英語でトカゲの意味。
- パジャロボ（PJ Robot）

声 - 松本沙羅
パジャマスクをサポートするロボット。

### 仲間
- アルマジラン（Armadylan）

声 - 藤田奈央
- アン・ユー（An Yu）

声 - おまたかな
- モンキー・グー（Monkey Gu）

声 - 沖田愛
- ニュートン / ニュートン・スター（Newton / Newton Star）

声 - 佐伯美由紀
- バステト（Bastet）

声 - 廣田悠美

### 夜の悪者
- ロミオ（Romeo）

声 - おまたかな
自分の作り上げた発明で世界支配を企むマッドサイエンティスト。
- ロボット（Robot）

声 - 咲野俊介
- ルナ・ガール（Luna Girl）

声 - 大平香奈
- ガルーキ（Motsuki）

声 - 松本沙羅
ルナ・ガールの妹分。幼くわがままな性格。原語版ではモツキという名前だが、日本語版では蛾に由来してガルーキとなっている。
- 蛾（The Moths）

声 - 篠原麻李
- ナイトニンジャ（Night Ninja）

声 - 富樫美鈴
忍者お得意の俊敏な動きで悪さをする軍団。
- ニンジャリーノ（Ninjalinos）

声 - 亀田望美
- ミニニンジャリーノ（Mini Ninjalinos）

声 - 篠原麻李
- オオカミ団（The Wolfy Kids）

- リップ（Rip）

声 - 篠原麻李
- ハウラー（Howler）

声 - 島田愛野
- ケビン（Kevin）

声 - 葛谷知花
- オクトベラ（Octobella）

声 - 佐藤みゆ希
お堀の中に住むタコのような姿をした女の子。独占欲が強い。
- パーシバル（Percival）

声 - ケンコー
オクトベラと共に行動しているエビ。

## エピソード
日本でのエピソード一覧 しゅつどう!パジャマスク

### シーズン1
| 話数 | サブタイトル                                       | 原題                                      | 放送日             | 放送日         |
| 話数 | サブタイトル                                       | 原題                                      | アメリカ合衆国の旗 | 日本の旗       |
| ---- | -------------------------------------------------- | ----------------------------------------- | ------------------ | -------------- |
| 1    | せっかちなアウレット                               | Blame It on the Train, Owlette            | 2015年 9月18日     | 2016年 7月18日 |
| 1    | キャットボーイとあめのくも                         | Catboy's Cloudy Crisis                    | 2015年 9月18日     | 2016年 7月18日 |
| 2    | アウレットとほんのヒーロー                         | Owlette and the Flash Flip Trip           | 2015年 9月18日     | 7月19日        |
| 2    | キャットボーイとピョンピョングローブ               | Catboy and the Pogo-Dozer                 | 2015年 9月18日     | 7月19日        |
| 3    | ゲッコーとニンジャリーノぐんだん                   | Gekko and the Super Ninjalinos            | 9月25日            | 7月20日        |
| 3    | アウレットとそらとぶきょうりゅう                   | Owlette's Terrible Pterodactyl Trouble    | 9月25日            | 7月20日        |
| 4    | キャットボーイとミニマシンアウレットとムーンボール | Catboy and the Shrinker                   | 10月2日            | 7月21日        |
| 4    | アウレットとムーンボール                           | Owlette and the Moon-Ball                 | 10月2日            | 7月21日        |
| 5    | ゲッコークリスマスをすくう                         | Catboy and the Butterfly Brigade          | 10月9日            | 7月22日        |
| 5    | ゲッコーのいいさくせん                             | Owlette the Winner                        | 10月9日            | 7月22日        |
| 6    | キャットボーイと チョウチョのむれ                  | Speak Up, Gekko!                          | 10月16日           | 7月25日        |
| 6    | アウレットは まけない                              | Catboy and Master Fang's Sword            | 10月16日           | 7月25日        |
| 7    | ゲッコーのこえ                                     | Catboy vs. Robo-Cat                       | 10月23日           | 7月26日        |
| 7    | キャットボーイと マスター・ファンのけん            | Owlette and the Giving Owl                | 10月23日           | 7月26日        |
| 8    | キャットボーイとロボ・キャット                     | Catboy and the Great Birthday Cake Rescue | 10月30日           | 7月27日        |
| 8    | アウレットとフクロウのおきもの                     | Gekko and the Snore-A-Sauru               | 10月30日           | 7月27日        |
| 9    | キャットボーイとケーキきゅうしゅつさくせん         | Looking After Gekko                       | 11月6日            | 7月28日        |
| 9    | ゲッコーとイビキサウルス                           | Catboy and the Teeny Weeny Ninjalino      | 11月6日            | 7月28日        |
| 10   | ゲッコーのおせわ                                   | Catboy's Tricky Ticket                    | 11月13日           | 7月29日        |
| 10   | キャットボーイとちいさなニンジャリーノ             | Gekko and the Missing Gekko-Mobile        | 11月13日           | 7月29日        |
| 11   | キャットボーイのチケット                           | Catboy's Flying Fiasco                    | 11月20日           | 8月1日         |
| 11   | ゲッコーときえたゲッコー・モービル                 | Gekko's Stay-at-Home Sneezes              | 11月20日           | 8月1日         |
| 12   | キャットボーイのそらとぶスーケター                 | Gekko Saves Christmas                     | 12月4日            | 8月2日         |
| 12   | ゲッコーのとまらないくしゃみ                       | Gekko's Nice Ice Plan                     | 12月4日            | 8月2日         |
| 13   | ゲッコーとつきのレーザー                           | Gekko and the Mighty Moon Problem         | 12月11日           | 8月3日         |
| 13   | ヨロヨロキャットボーイ                             | Clumsy Catboy                             | 12月11日           | 8月3日         |
| 14   | キャットボーイとゲッコーロボットとたたかう         | Catboy and Gekko's Robot Rampage          | 2016年 1月22日     | 8月4日         |
| 14   | アウレットのことりのともだち                       | Owlette's Feathered Friend                | 2016年 1月22日     | 8月4日         |
| 15   | アウレットときちのたたかい                         | Owlette and the Battling Headquarters     | 1月29日            | 8月5日         |
| 15   | ゲッコーとロミオポリス                             | Gekko and the Mayhem at the Museum        | 1月29日            | 8月5日         |
| 16   | リーダーはキャットボーイ                           | Catboy Takes Control                      | 2月5日             | 8月8日         |
| 16   | アウレットのしかえし                               | Owlette's Two Wrongs                      | 2月5日             | 8月8日         |
| 17   | そらとぶゲッコー                                   | Gekko Floats                              | 2月12日            | 8月9日         |
| 17   | キャットボーイとすごいじてんしゃ                   | Wheeled Wonder                            | 2月12日            | 8月9日         |
| 18   | キャットボーイとすごいじてんしゃ                   | Catboy's Great Gig                        | 3月18日            | 8月10日        |
| 18   | アウレットのあたらしいうごき                       | Owlette's New Move                        | 3月18日            | 8月10日        |
| 19   | ちょうおんそくアウレット                           | Supersonic Owlette                        | 4月1日             | 8月10日        |
| 19   | キャットボーイのひっさつわざ                       | Catboy and the Sticky Splat Slingshot     | 4月1日             | 8月10日        |
| 20   | アウレットだけのパワー                             | Owlette of a Kind                         | 4月22日            | 8月11日        |
| 20   | キャットボーイのパレード                           | Beat the Drum, Catboy                     | 4月22日            | 8月11日        |
| 21   | キャットボーイがいっぱい                           | Catboy Squared                            | 6月24日            | 8月12日        |
| 21   | ゲッコーのスーパー・ゲッコー・センス               | Gekko's Super Gekko Sense                 | 6月24日            | 8月12日        |
| 22   | アウレットとアウレッティーニー                     | Owlette and the Owletteenies              | 7月15日            | 10月15日       |
| 22   | ゲッコーはわるくない                               | Gekko's Blame Campaign                    | 7月15日            | 10月15日       |
| 23   | レットとつきのはな                                 | Owlette and the Moonflower                | 8月19日            | 10月1日        |
| 23   | のんびりゲッコー                                   | Slowpoke Gekko                            | 8月19日            | 10月1日        |
| 24   | キャットボーイとルナ・ドーム                       | Catboy and the Lunar Dome                 | 10月21日           | 2017年 2月10日 |
| 24   | ゲッコーとちからのいわ                             | Gekko and the Rock of All Power           | 10月21日           | 2017年 2月10日 |
| 25   | スーパー・サイズ ゲッコー                          | Super-Sized Gekko                         | 12月2日            | 2月17日        |
| 25   | とびたて！アウレット                               | Take to the Skies, Owlette                | 12月2日            | 2月17日        |
| 26   | おちついて！キャットボーイ                         | Slow Down Catboy!                         | 2017年 2月17日     | 2月24日        |
| 26   | ゲッコーのたいせつないし                           | Gekko's Special Rock                      | 2017年 2月17日     | 2月24日        |

### シーズン2
| 話数 | 通算話数 | サブタイトル                                                    | 原題                                                    | 放送日        | 放送日 |
| ---- | -------- | --------------------------------------------------------------- | ------------------------------------------------------- | ------------- | ------ |
| 1    | 27       | つきのぼんやりボール/ベタベタサッカー                           | Moonfizzle Balls/Soccer Ninjalinos                      | 2018年1月15日 |        |
| 2    | 28       | ライオネルサウルス/キャットボーイのぬいぐるみ                   | Lionel-Saurus/Catboy's Cuddly                           | 2018年1月19日 |        |
| 3    | 29       | あかちゃんヒーロー/アウレットとルナ・ガール                     | Night of the Cat/Catboy Does It Again                   | 2018年1月26日 |        |
| 4    | 30       | ネコのよる/こりないキャットボーイ                               | Terrible Two-Some/Owlette's Luna Trouble                | 2018年2月2日  |        |
| 5    | 31       | ともだち と てき/ニンジャのたからさがし                         | Ninja Moths/Who's Got the Owl Power?                    | 2018年2月9日  |        |
| 6    | 32       | おおきなピンボール/ぴょんぴょんスライム                         | PJ Pinball/Bounce-a-Tron                                | 2018年2月23日 |        |
| 7    | 33       | パジャロボ/あたらしいパワー                                     | Wacky Floats/Romeo's Disguise                           | 2018年3月9日  |        |
| 8    | 34       | わらうトカゲ/ロミオの へんそう                                  | PJ Robot/PJ Power Up                                    | 2018年4月6日  |        |
| 9    | 35       | まんげつのよる つきにむかって！/まんげつのよる クリスタルのしろ | Moonstruck: Race to the Moon/Moonstruck: Lunar Fortress | 2018年4月20日 |        |
| 10   | 36       | ロボットのネコ/ゲッコー すいちゅうのたつじん                    | Robot's Pet Cat/Gekko, Master of the Deep               |               |        |
| 11   | 37       | パワーとパワーのたたかい/つきをまもれ!                          | May The Best Power Win/Moonbreaker                      |               |        |
| 12   | 38       | なぞのやまのたからもの/とらわれのパジャロボ                     | Race Up Mystery Mountain/The Mountain Prisoner          |               |        |
| 13   | 39       | オオカミがきた!/オオカミサウルス                                | The Wolfy Kids/Wolf-O-Saurus                            |               |        |
| 14   | 40       | ねらわれたスーパーパワー/ゲッコーとベタベタふんすい             | Catboy No More/Gekko vs. the Splatcano                  |               |        |
| 15   | 41       | アルマジランとうじょう/みえないアウレット                       | Meet Armadylan/Invisible Owlette                        |               |        |
| 16   | 42       | オオカミのやま/ロミオのクリスタルだいさくせん                   | Wolfy Mountain/Romeo's Crystal Clear Plan               |               |        |
| 17   | 43       | ヒーローのあいぼう/めいたんていアルマジラン                     | Nobody's Sidekick/Armadylan Menace                      |               |        |
| 18   | 44       | いけのみずくさのひみつ/アウレットのしっぱい                     | Power Pondweed/Owlette Comes Clean                      |               |        |
| 19   | 45       | ハロウィーンのわるもの                                          | Halloween Tricksters                                    |               |        |
| 20   | 46       | きちのオオカミ/いいオオカミ                                     | The Wolfies Take HQ/The Good Wolfy                      |               |        |
| 21   | 47       | そらとぶオオカミ/トカゲどろぼう                                 | The Wolfy Plan/The Lizard Theft                         |               |        |
| 22   | 48       | パジャマジラン/アルマジランのすごいパワー                       | PJ Dylan/Armadylan'd and Dangerous                      |               |        |
| 23   | 49       | おもちゃになったヒーロー/ドラゴンのドラ                         | Romeo's Action Toys/The Dragon Gong                     |               |        |
| 24   | 50       | そらをとぶニンジャ/ロミオコースター                             | Flight of the Ninja/Romeocoaster                        |               |        |
| 25   | 51       | ゲッコーとさかさまビーム/パジャマスク たい わるものチーム       | Gekko and the Opposite Ray/PJ Masks vs. Bad Guys United |               |        |
| 26   | 52       | イースターのオオカミ/ルナガールとオオカミだん                   | Easter Wolfies/Luna and the Wolfies                     |               |        |

### シーズン5
1. ふつうのこ ニュートン／かいぞくパワー ロミオの かいぞくのわな
2. ルナの つきのこうげき／ルナの つきのこうげき パート２

### シーズン6: しゅつどう！パジャマスク パワーヒーロー
1. どうぶつパワー レースのヒーローたち／どうぶつパワー レースのヒーローたち パート２
2. どうぶつパワー レースのヒーローたち パート３／どうぶつパワー レースのヒーローたち パート４
3. あらたなるヒーロー！

## スタッフ

### 日本語版制作スタッフ
- 演出：平野智子
- 翻訳／訳詞：いずみつかさ
- 音楽演出：増谷則子
- 日本語版製作：スタジオ・エコー[3]
- 主題歌（オープニングテーマ）：金子大介